# Dmytro Pawlytschko

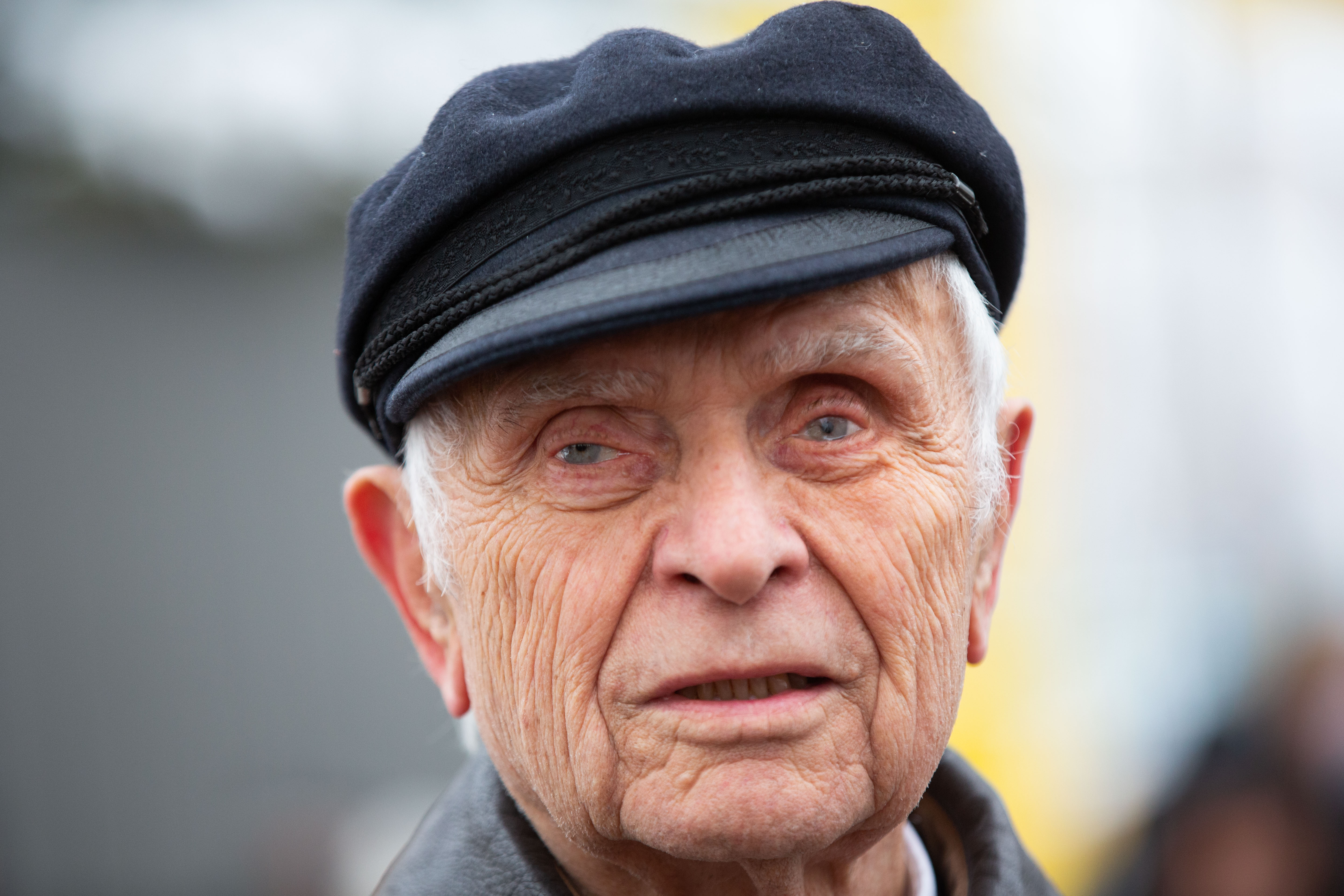
Dmytro Pawlytschko, 2018

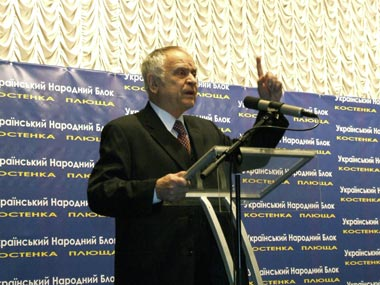
Dmytro Pawlytschko, 2005

Dmytro Wassyljowytsch Pawlytschko, ukrainisch Дмитро Васильович Павличко (* 28. September 1929 in Stoptschatiw, Woiwodschaft Stanisławów, Polen; † 29. Januar 2023) war ein ukrainischer Dichter, Übersetzer, Literaturkritiker, Diplomat und Politiker.

## Leben
1953 studierte Dmytro Pawlytschko an der Philologischen Fakultät der Nationalen Iwan-Franko-Universität in Lwiw, die er 1955 aufgrund angeblich schlechter Leistung, tatsächlich wegen seines freien Denkens verlassen musste.
Sein erstes Werk „Liebe und Hass“, für das er 1977 mit dem Taras-Schewtschenko-Nationalpreis ausgezeichnet wurde, veröffentlichte er in der Sowjetunion im Jahr 1953. Im Jahr darauf wurde er Mitglied des Schriftstellerverbandes. 1964 zog er nach Kiew und arbeitete als Drehbuchautor im Filmstudio Oleksandr Dowschenko. Von 1971 bis 1979 war er der erste Chefredakteur des Magazins Wseswit (Всесвіт). In den 1980er Jahren war er Sekretär des Schriftstellerverbandes der UdSSR und des Schriftstellerverbandes der Ukraine.
Ende der 1980er / Anfang der 1990er Jahre war Pawlytschko einer der Mitbegründer der Volksbewegung der Ukraine (Народний рух України) und der Demokratischen Partei der Ukraine (Демократична партія України) sowie einer der Neugründer von Proswita und 1991 Mitverfasser der Unabhängigkeitserklärung der Ukraine.
Von 1990 bis 1994 und 1998/99 war er Abgeordneter der Werchowna Rada. 2005 zog er für die Ukrainische Volkspartei erneut als Abgeordneter kurzzeitig ins Parlament. Weitere Kandidaturen 2012 und 2014 sind gescheitert.
Dmytro Pawlytschko war zwischen Oktober 1995 und Mai 1998 außerordentlicher und bevollmächtigter Botschafter der Ukraine in der Slowakischen Republik und vom 26. Februar 1999 bis zum 11. Januar 2002 in gleicher Position in Polen.
Er war Ehrendoktor der Universitäten Lwiw, Warschau und Iwano-Frankiwsk sowie ab 2002 Professor an der Nationalen Universität Kiew-Mohyla-Akademie.
Er starb am 29. Januar 2023 im Alter von 93 Jahren.

## Werk (Auswahl)
- 1953 Ljubow i nenawyst (Liebe und Hass)
- 1952 Moja semlja (Mein Land)
- 1958 Tschorna nytka (Schwarzer Faden)
- 1958 Prawda klytsche (Wahrer Berufung)
- 1968 Hranoslow[6]

## Ehrungen
- 1977 Taras-Schewtschenko-Nationalpreis
- 1997 Verdienstorden der Ukraine 3. Klasse[7]
- 1999 Orden des Fürsten Jaroslaw des Weisen V. Klasse[8]
- 2000 Ehrendoktor der Nationalen Iwan-Franko-Universität Lwiw[2]
- 2002 Ehrendoktor der Universität Warschau[2]
- 2004 Held der Ukraine[9]
- 2004 Antonowytsch-Preis[10]
- Ehrendoktor der Nationalen Wassyl-Stefanyk-Universität der Vorkarpaten[3]
- 2009 Orden des Fürsten Jaroslaw des Weisen IV. Klasse[11]
- 2015 ukrainischer Orden der Freiheit[12]